# Bangla Tribune
Bangla Tribune és un mitjà de comunicació en bengalí de Bangla Desh. Va ser fundar el 13 de maig de 2014. Està editat per Zulfiqer Russell i publicat per Kazi Anis Ahmed. Al juliol de 2021, la seva classificació d'Alexa era el número 16 a Bangla Desh i el número 3.064 a nivell mundial. El lloc web cobreix una àmplia gamma de temes, com ara política, negocis, entreteniment, esports i tecnologia. També compta amb una varietat de columnistes i escriptors d'opinió que ofereixen les seves perspectives sobre els esdeveniments actuals. Tant Bangla Tribune com Dhaka Tribune són propietat de 2A Media Limited. El seu eslògan diu "Totes les notícies en les paraules mínimes" (en bengalí "Alpa Khotai Shob Khota"). Els periodistes de Bangla Tribune han rebut múltiples elogis pels seus informes contra les drogues i el tabaquisme.